# Boulder Media
La Boulder Media Limited, o semplicemente Boulder Media, è uno studio di animazione irlandese di proprietà della Hasbro, conosciuta per aver prodotto serie animate, come Gli amici immaginari di casa Foster per Cartoon Network, Wander e Danger Mouse.

## Storia
La Boulder Media è stata fondata a Dublino nel 2000 da Robert Cullen. Nel luglio 2016 fu acquistata dalla Hasbro, che espanse l'azienda consentendole di occupare una seconda sede sempre nella stessa città.

## Serie animate
- Gli amici immaginari di casa Foster[4][5] con Cartoon Network Studios
- El Tigre[5] con Nickelodeon Animation Studio
- Lo straordinario mondo di Gumball (stagione 1) co-prodotta con Cartoon Network, Dandelion Studios e Studio SOI
- Randy - Un Ninja in classe con Disney XD, Titmouse e Disney Television Animation[6]
- Wander con Disney XD (stagione 2) e Disney Television Animation
- Danger Mouse (BBC) con Fremantle (2015-2018) e Boat Rocker Rights (2018-in corso)
- Go Jetters (CBeebies)[5]
- Funky Fables (CBeebies)
- Dorothy e le meraviglie di Oz (Warner Bros.)
- My Little Pony - Equestria Girls con Hasbro Studios (eccetto i video musicali di DHX Media)
- Littlest Pet Shop: A World of Our Own con Hasbro Studios (2018)
- Transformers: Cyberverse con Hasbro Studios (2018)
- My Little Pony: una nuova generazione (2021)